# مليلة
ملّيلة جماعة قروية مغربية بإقليم بن سليمان، تقع ملّيلة بين الكارة وبنسليمان، وتضم 15081 نسمة حسب إحصاء سنة 2014. تبعد عن مدينة الدارالبيضاء ب 55 كلم والرباط 70 كلم تقريبا.

## معرض الصور

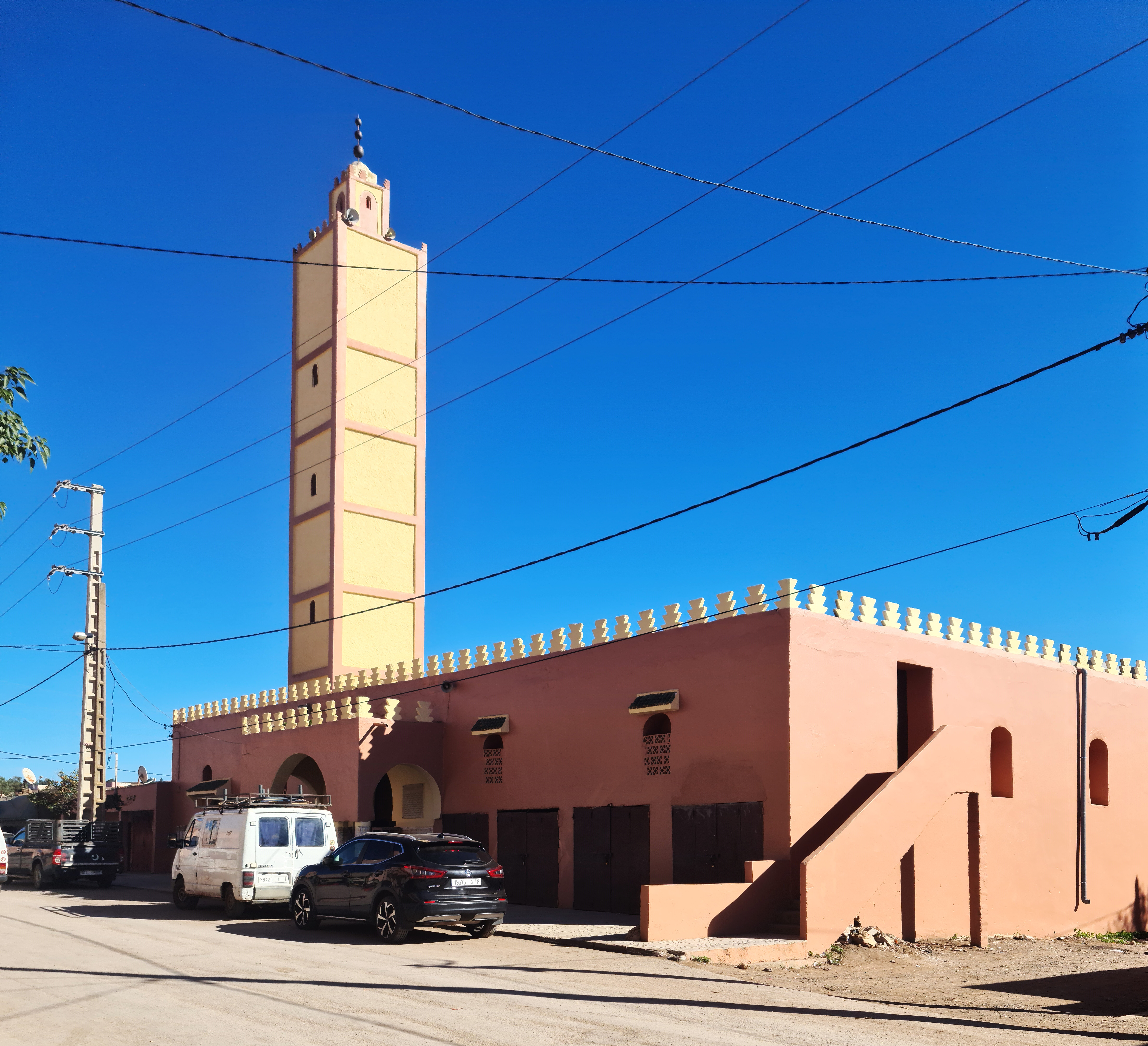
مسجد  مليلة
مجموعة مدارس مليلة
الثانوية التاهيلية عبد الكريم الخطابي